# Yuval Noah Harari
Yuval Noah Harari (tiếng Hebrew: יובל נח הררי; sinh ngày 24 tháng 2 năm 1976) là một nhà sử học người Israel và là giáo sư Khoa Lịch sử tại Đại học Hebrew Jerusalem. Ông là tác giả của các cuốn sách bán chạy thế giới Sapiens: Lược sử loài người (2014), Homo Deus: Lược sử tương lai (2016) và 21 bài học cho thế kỷ 21 (2018). Bài viết của ông xoay quanh ý chí tự do, ý thức và trí thông minh và hạnh phúc.
Các ấn phẩm ban đầu của Harari dành nhiều sự quan tâm đến những gì được ông mô tả là "cuộc cách mạng nhận thức" xảy ra cách đây khoảng 50.000 năm, khi Homo sapiens thay thế đối thủ Neanderthal, phát triển các kỹ năng ngôn ngữ, tạo ra một xã hội có cấu trúc, và trở thành động vật ăn thịt đầu bảng, được hỗ trợ bởi cuộc cách mạng nông nghiệp và được tăng tốc bởi phương pháp khoa học và cơ sở lý luận đã cho phép con người tiếp cận gần như làm chủ môi trường của họ.
Những cuốn sách gần đây của ông thận trọng hơn, và nghiên cứu các hậu quả của một thế giới công nghệ sinh học tương lai nơi sinh vật thông minh bị vượt qua bởi những sáng tạo của chính họ; ông đã nói Homo sapiens như chúng ta biết chúng sẽ biến mất trong một thế kỷ hoặc lâu hơn".

## Tiểu sử
Harari sinh ra ở Kiryat Ata, Israel vào năm 1976 và lớn lên trong một gia đình Do Thái theo chủ nghĩa thế tục  với nguồn gốc Lebanon và Đông Âu tại Haifa, Israel. Năm 2002, ông gặp người chồng hiện tại là ông Itzik Yahav, người mà ông gọi là "internet vạn vật của tôi". Yahav cũng là người quản lý của Harari. Họ kết hôn trong một buổi lễ dân sự tại Toronto ở Canada. Cặp đôi sống trong một moshav (một loại cộng đồng nông nghiệp hợp tác của các trang trại cá nhân), Mesilat Zion, gần Jerusalem.
Harari nói thiền Vipassana, mà ông bắt đầu khi còn ở Oxford năm 2000, đã "thay đổi cuộc đời tôi". Ông thực hành hai giờ mỗi ngày (một giờ vào lúc bắt đầu và một giờ vào lúc kết thúc ngày làm việc ), mỗi năm ông thực hiện một khóa thiền trong 30 ngày hoặc lâu hơn, trong im lặng và không có sách hay phương tiện truyền thông xã hội, đồng thời ông cũng là một trợ giảng thiền. Ông dành riêng cuốn Homo Deus cho "người thầy của tôi, SN Goenka, người yêu thương dạy tôi những điều quan trọng" và nói "Tôi không thể viết cuốn sách này mà không có sự tập trung, bình yên và hiểu biết sâu sắc từ việc thực hành Vipassana trong mười lăm năm."  Ông cũng coi thiền là một cách để nghiên cứu.
Harari là một người ăn chay trường, ông nói rằng quyết định này đến từ một nghiên cứu của mình, bao gồm quan điểm rằng nền tảng của ngành công nghiệp sữa đang phá vỡ mối quan hệ giữa bò mẹ và bò con. Kể từ tháng 1 năm 2019, ông không còn sử dụng điện thoại thông minh.

## Sự nghiệp học vấn
Ban đầu Harari chuyên về lịch sử thời trung cổ và lịch sử quân sự trong các nghiên cứu của ông từ năm 1993 đến năm 1998 tại Đại học Hebrew của Jerusalem. Ông hoàn thành bằng tiến sĩ tại trường Jesus College, Oxford, vào năm 2002, dưới sự giám sát của Steven J. Gunn. Từ 2003 đến 2005, ông theo đuổi các nghiên cứu sau tiến sĩ trong lịch sử với tư cách là thành viên Yad Hanadiv.
Ông đã xuất bản nhiều sách và các bài báo, bao gồm Special Operations in the Age of Chivalry, 1100–1550; The Ultimate Experience: Battlefield Revelations and the Making of Modern War Culture, 1450–2000; Khái niệm 'Trận chiến quyết định' trong Lịch sử thế giới; và Armchairs, Coffee and Authority: Eye-witnesses and Flesh-witnesses Speak about War, 1100–2000. Bây giờ ông chuyên về lịch sử thế giới và các quá trình lịch sử vĩ mô.
Cuốn sách Sapiens: Lược sử loài người được xuất bản bằng tiếng Do Thái năm 2011 và sau đó bằng tiếng Anh năm 2014; kể từ đó nó đã được dịch sang khoảng 45 ngôn ngữ khác. Cuốn sách khảo sát toàn bộ chiều dài lịch sử loài người, từ sự tiến hóa của Homo sapiens trong thời kỳ đồ đá cho đến các cuộc cách mạng chính trị và công nghệ của thế kỷ 21. Ấn bản tiếng Do Thái đã trở thành một cuốn sách bán chạy nhất ở Israel và tạo ra nhiều sự quan tâm cả trong cộng đồng học thuật và trong cộng đồng nói chung, biến Harari thành một người nổi tiếng. Các video clip trên YouTube về các bài giảng tiếng Do Thái của Harari về lịch sử thế giới đã được xem bởi hàng chục ngàn người Israel.
Harari cũng cung cấp một khóa học trực tuyến miễn phí bằng tiếng Anh có tên A Brief History of Humanank.

## Tác phẩm đã xuất bản
Cuốn sách Homo Deus: Lược sử tương lai đã được Nhã Nam xuất bản năm 2016, xem xét các khả năng về tương lai của Homo sapiens. Tiền đề của cuốn sách chỉ ra rằng, trong tương lai, loài người có khả năng thực hiện một nỗ lực đáng kể để đạt được hạnh phúc, sự bất tử và sức mạnh giống như Chúa. Cuốn sách tiếp tục công khai suy đoán nhiều cách khác nhau mà tham vọng này có thể được thực hiện đối với Homo sapiens trong tương lai dựa trên quá khứ và hiện tại. Trong số nhiều khả năng về tương lai, Harari phát triển một thuật ngữ cho một triết lý hoặc tư duy làm xấu đi dữ liệu lớn.
Bản dịch tiếng Việt cuốn sách gần đây nhất của Harari có tên 21 bài học cho thế kỷ 21 do Nhã Nam phát hành, tập trung nhiều hơn vào các mối quan tâm ngày nay. Cuốn sách được xuất bản vào ngày 30 tháng 8 năm 2018. Trong Chương Hai, ông đề cập đến việc ngày càng có nhiều người thất nghiệp nhờ những tiến bộ trong tự động hóa và Trí tuệ nhân tạo. Ông kiểm tra thu nhập cơ bản phổ quát cho mọi công dân bất kể tình trạng việc làm của họ như là một biện pháp để chống lại thất nghiệp kinh tế.

## Quan điểm và ý kiến
Harari quan tâm đến việc Homo sapiens đạt được điều kiện hiện tại và trong tương lai của họ. Nghiên cứu của ông tập trung vào các câu hỏi lịch sử vĩ mô như: Mối quan hệ giữa lịch sử và sinh học là gì? Sự khác biệt quan trọng giữa Homo sapiens và các động vật khác là gì? Có công lý trong lịch sử? Liệu lịch sử có một hướng đi? Có phải mọi người trở nên hạnh phúc hơn khi lịch sử mở ra?
Harari coi sự không hài lòng là "gốc rễ sâu xa" của thực tế con người và liên quan đến sự tiến hóa.
Trong một bài báo năm 2017, Harari đã lập luận rằng thông qua tiến bộ công nghệ và tiến bộ trong lĩnh vực trí tuệ nhân tạo, "đến năm 2050, một lớp người mới có thể xuất hiện - tầng lớp vô dụng. Những người không chỉ không có nghề nghiệp, mà còn không có giá trị tuyển dụng."  Ông đưa ra trường hợp đối phó với tầng lớp xã hội mới này về kinh tế, xã hội và chính trị sẽ là một thách thức trung tâm đối với nhân loại trong những thập kỷ tới.
Harari đã bình luận về hoàn cảnh của động vật, đặc biệt là động vật được thuần hóa kể từ cuộc cách mạng nông nghiệp, và là một người thuần chay. Trong một bài báo của Guardian năm 2015 với tiêu đề "Ngành công nghiệp nông nghiệp là một trong những tội ác tồi tệ nhất trong lịch sử", ông gọi "số phận của những con vật được nuôi công nghiệp (...) một trong những câu hỏi đạo đức cấp bách nhất của thời đại chúng ta." 
Harari đã tóm tắt quan điểm của mình về thế giới trong một cuộc phỏng vấn năm 2018  với Steve Paulson của tạp chí khoa học Nautilus, "Mọi thứ tốt hơn bao giờ hết. Mọi thứ vẫn còn khá tệ. Mọi thứ có thể trở nên tồi tệ hơn nhiều. Điều này thêm vào một cái nhìn hơi lạc quan bởi vì nếu bạn nhận ra mọi thứ tốt hơn trước đây, điều này có nghĩa là chúng ta có thể làm cho chúng thậm chí tốt hơn. "

## Giải thưởng và giấy chứng nhận
Harari hai lần giành giải thưởng Polonsky cho "Sáng tạo và độc đáo", trong năm 2009 và 2012. Năm 2011, ông đã giành giải thưởng Moncado của Hiệp hội Lịch sử Quân sự cho các bài viết xuất sắc trong lịch sử quân sự. Năm 2012, ông được bầu vào Viện hàn lâm Khoa học trẻ Israel.

## Tranh cãi
Vào tháng 7 năm 2019 Harari đã bị chỉ trích rộng rãi vì cho phép một số thiếu sót và sửa đổi trong phiên bản tiếng Nga của cuốn sách thứ ba của mình: 21 bài học cho thế kỷ 21, sử dụng tông màu nhẹ nhàng hơn khi nói về chính quyền Nga. Leonid Bershidsky thuộc tờ Moscow Times đã gọi nó là "thận trọng - hoặc, để gọi nó bằng tên riêng của nó, hèn nhát"  và Nettanel Slyomovics ở Haaretz tuyên bố rằng "ông đang hy sinh những ý tưởng tự do tương tự mà ông đang đại diện". Phản hồi lại điều này, Harari nói rằng ông "đã được cảnh báo rằng, do những ví dụ này mà cơ quan kiểm duyệt của Nga sẽ không cho phép phân phối bản dịch của cuốn sách" và "do đó phải đối mặt với một tình huống khó xử" cụ thể là "thay thế một những này bằng các ví dụ khác, và xuất bản cuốn sách ở Nga", hoặc "không thay đổi gì và không xuất bản gì" và anh ấy quyết định "ưu tiên việc xuất bản, bởi vì Nga là cường quốc hàng đầu trên toàn cầu và điều quan trọng là ý tưởng của cuốn sách phải đến được với độc giả ở Nga, đặc biệt là khi cuốn sách vẫn rất phê phán chế độ Putin - chỉ là không đặt tên".

## Ấn phẩm

### Sách
- 21 bài học cho thế kỷ 21 (London: Jonathan Cape, 2018), ISBN 1787330672
- Homo Deus: Lược sử tương lai (2016), ISBN 978-1910701881
- Sapiens: Lược sử loài người (London: Harvestill Secker, 2014), ISBN 978-006-231-609-7
- Trải nghiệm tối thượng: Những tiết lộ về chiến trường và xây dựng văn hóa chiến tranh hiện đại, 1450-2000 (Houndmills: Palgrave-Macmillan, 2008),[48] ISBN 978-023-058-388-7
- Các hoạt động đặc biệt trong kỷ nguyên hào hiệp, 1100-1550 (Woodbridge: Boydell & Brewer, 2007), ISBN 978-184-383-292-8
- Hồi ký quân sự thời Phục hưng: Chiến tranh, Lịch sử và Bản sắc, 1450-1600 (Woodbridge: Boydell & Brewer, 2004), ISBN 978-184-383-064-1
- Sapiens: Lược Sử Loài Người Bằng Tranh, Tập 1 (Nhà Xuất Bản Dân Trí, 2021)

### Bài viết
- "Vai trò quân sự của các ống kính Frankish - đánh giá lại", Tạp chí lịch sử Địa Trung Hải 12 (1) (tháng 6 năm 1997), trang 75-116.
- "Hợp tác liên mặt trận trong Thế kỷ mười bốn và Chiến dịch 1346 của Edward III", Chiến tranh trong lịch sử 6 (4) (tháng 9 năm 1999), trang 379-395
- "Chiến lược và nguồn cung trong các chiến dịch xâm lược Tây Âu thế kỷ thứ mười bốn", Tạp chí Lịch sử quân sự 64 (2) (tháng 4 năm 2000), trang 297-334
- "Chứng kiến trong các tài khoản của cuộc thập tự chinh đầu tiên: Gesta Francorum và những câu chuyện đương đại khác", Crusades 3 (tháng 8 năm 2004), trang 77-99
- "Ảo tưởng về võ thuật: Chiến tranh và vỡ mộng trong hồi ký quân sự thế kỷ 20 và Phục hưng", Tạp chí Lịch sử quân sự 69 (1) (tháng 1 năm 2005), trang 43-72
- "Hồi ký quân sự: Một tổng quan lịch sử về thể loại từ thời trung cổ đến thời kỳ hiện đại muộn", Chiến tranh trong lịch sử 14: 3 (2007), trang 289-309
- "Khái niệm 'Trận chiến quyết định' trong lịch sử thế giới", Tạp chí Lịch sử thế giới 18 (3) (2007), trang 251-266
- "Kiến thức, sức mạnh và người lính thời trung cổ, 1096 Từ1550", trong Laudem Hierosolymitani: Nghiên cứu về thập tự chinh và văn hóa thời trung cổ để vinh danh Benjamin Z. Kedar, ed. Iris Shagrir, Ronnie Ellenblum và Jonathan Riley-Smith, (Ashgate, 2007)
- "Dòng chảy chiến đấu: Các khía cạnh quân sự, chính trị và đạo đức của sức khỏe chủ quan trong chiến tranh", Tạp chí Tâm lý học đại cương (tháng 9 năm 2008) [48]
- Giới thiệu về Giải phóng Động vật của Peter Singer, The Bodley Head, 2015.
- "Yuval Noah Harari nói về Big Data, Google và sự kết thúc của ý chí tự do", Financial Times (tháng 8 năm 2016).
- "Tại sao không còn có thể cho bất kỳ quốc gia nào để giành chiến thắng", Thời gian (23 tháng 6 năm 2017).
- "Tại sao công nghệ ủng hộ sự chuyên chế", Đại Tây Dương (tháng 10 năm 2018).
- "Yuval Noah Harari: thế giới sau coronavirus" Financial Times (20 tháng 3 năm 2020).